# Hard Night Falling
Hard Night Falling (también conocida como Survival) es una película de acción, drama y crimen de 2019, dirigida por Giorgio Bruno, escrita por Alessandro Riccardi y Giorgio Serafini, musicalizada por Sandro Di Stefano, en la fotografía estuvo Rocco Marra y Angelo Stramaglia, los protagonistas son Dolph Lundgren, Hal Yamanouchi y Natalie Burn, entre otros. El filme fue realizado por Sun Film Group, West Arts y Explorer Entertainment, se estrenó el 10 de diciembre de 2019.

## Sinopsis
Luego de un procedimiento de la Interpol en Italia, Michael acude a una cena de la compañía cuando, inesperadamente, los 50 comensales son tomados como rehenes por 15 o 20 individuos armados, estos quieren hacerse de los 150,000,000 de dólares que hay ahí.